# Bakrie Sumatera Plantations
| Bakrie Sumatera Plantations | Bakrie Sumatera Plantations |
| --------------------------- | --------------------------- |
|                             |                             |
| Spurweite:                  | 600 und 1067 mm             |
|                             |                             |

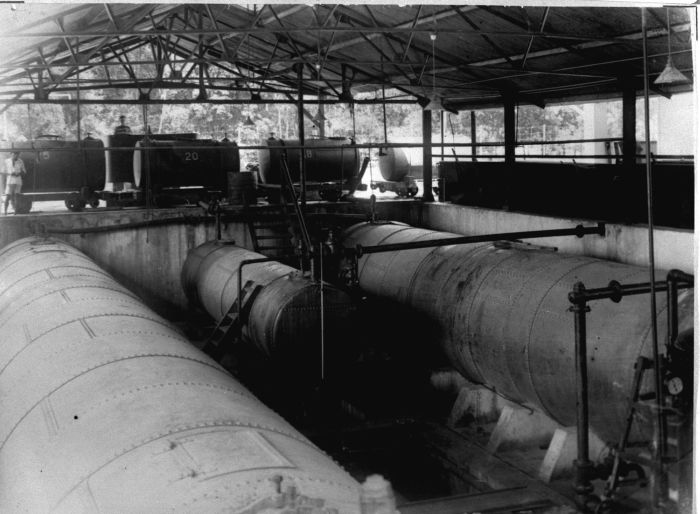
United States Rubber Plantations (Bakrie Sumatera Plantations), 1925

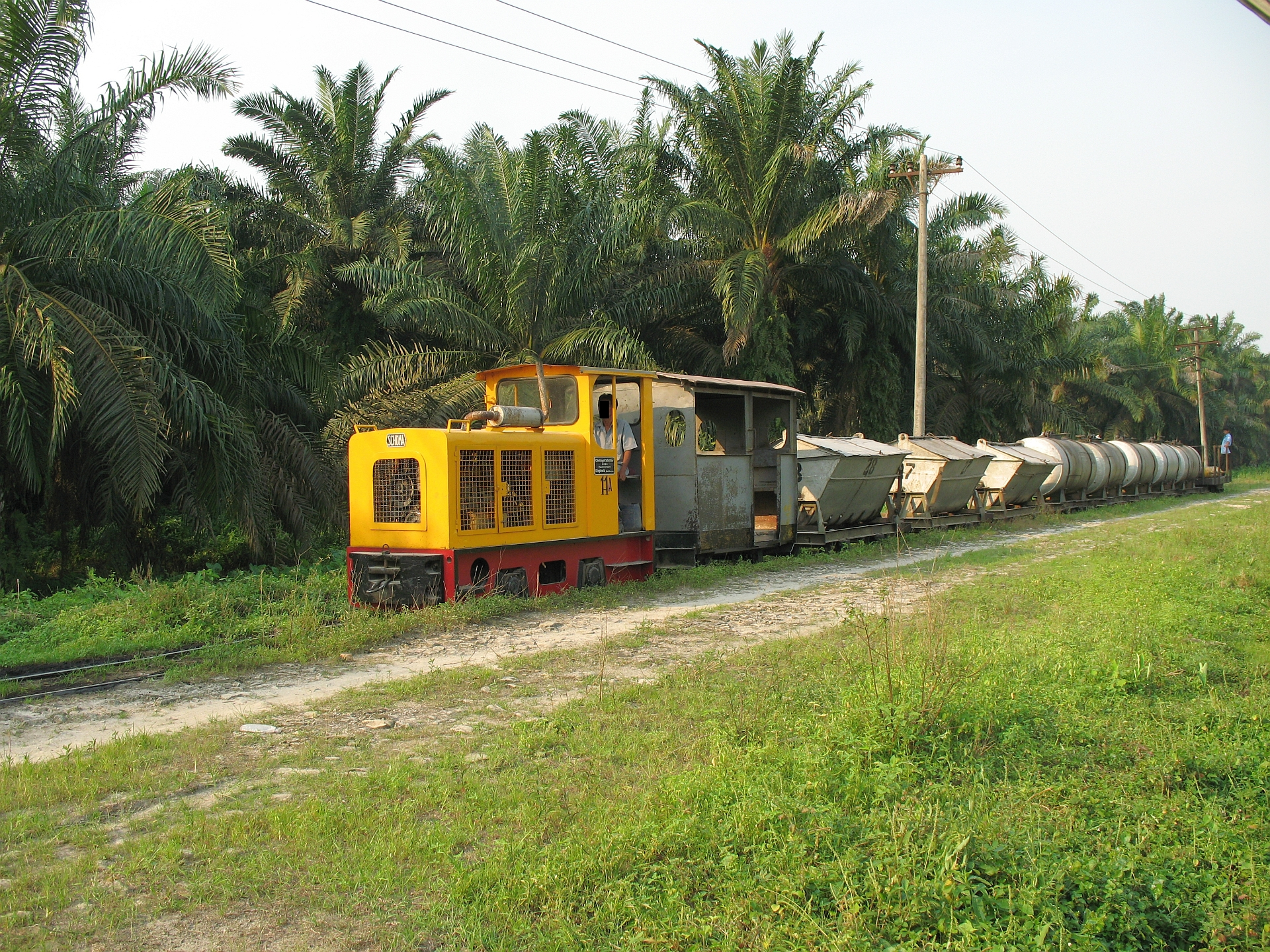
Bakrie Sumatera Plantations Werkbahn, Juli 2008

PT. Bakrie Sumatera Plantations Tbk (BSP) – auch bezeichnet als Bakrie Sumatra Plantations Tbk – ist der Name eines landwirtschaftlichen Tochterunternehmens der Bakrie Group mit ihrem Sitz in Lampung in Indonesien.
Die dortige Kautschuk- und Palmölfabrik betreibt eine schmalspurige Werksbahn in der Nähe von Kisaran. Die Werksanlagen liegen drei Kilometer nördlich von Kisaran und unmittelbar südwestlich bei dem kleinen Ort Bunut, gelegen im Subdistrikt Kota Kisaran Barat (Kecamatan) im Regierungsbezirk Asahan, einem geographisch mittleren Regierungsbezirk der indonesischen Provinz Nordsumatra, welche ihrerseits im Nordteil der Insel Sumatra liegt. Kisaran ist Verwaltungssitz des Regierungsbezirk Asahan.

## Geschichte
BSP ist eine der ältesten Plantagenunternehmungen und eröffnete im Jahre 1911 als N.V. Hollandsch Amerikaanse Plantage Maatschappij ihre erste Kautschukplantage bei Kisaran. Gegen Ende der 1910er Jahre gehörte die Firma zur amerikanischen United States Rubber Plantation Inc, Sumatra, einer Tochtergesellschaft der United States Rubber Company (USRC), Vereinigte Staaten. Das Werk firmierte im Jahre 1967 um zu Uniroyal Sumatra Plantations Inc, Kisaran und blieb eine Tochterfirma der Uniroyal Inc., United States of America. 1985 wurde der Standort neben anderen zum Verkauf angeboten, als die Fabrik nicht mehr zur strategischen Ausrichtung des Unternehmens gehörig erachtet wurde, ein Jahr, nachdem die Muttergesellschaft auch ihre Kautschukplantagen in Malaysia aufgegeben hatte (Uniroyal Malaysian Plantations Sdn).
1986 kaufte die Bakrie Group dieses Werk und betrieb es zunächst unter dem Namen PT United Sumatera Plantations. 1990 änderte sich der Name der Gesellschaft abermals zu PT Bakrie Sumatera Plantations (abgekürzt BSP oder UNSP – der Handelskode an der Börse in Jakarta). 1992 begann die Gesellschaft Teile der Kautschukplantagen in Kisaran in Palmölplantatagen umzubauen. 1990 eröffnete BSP eine weitere Palmölplantage P.T. Bakrie Pasaman Plantation in Pasaman, West-Sumatra und übernahm ein Jahr später die Bah Jambi Palmölfabrik von der P.T. Agrowiana.

## Infrastruktur
Um 1919 waren die Plantagen der USRC Sumatran Plantations die größten Kautschukplantagen weltweit. In den 1920er wurde die Entwicklung des Anbaus von Naturkautschuk durch eine unstete Nachfrage, den Anstieg der Produktionskosten, die zunehmenden Verwendung synthetischen Kautschuks, Überproduktion und die folgende Weltwirtschaftskrise beeinflusst. Heute hat die Bakrie Sumatera Plantations etwa 100.000 Hektar Kautschuk- und Palmölplantagen in Bewirtschaftung. BSP besitzt ausgedehnte Ländereien. Die Entscheidung, in die Palmölindustrie zu investieren, basierte auf der Tatsache, dass Palmöl ergiebiger als andere Rohstoffe ist, die auf Plantagen angebaut werden. Es soll eine höhere Anpassungsfähigkeit an klimatische Veränderungen haben.
Das Werk in Kisaran nutzt seine Feldbahn, um das Rohprodukt von der Plantage in die Fabrik zu verbringen und ist damit vermutlich die letzte Bahn dieser Art in Sumatra in der Region neben weiteren Feldbahnen auf Palmölplantagen in Sumatra. Üblicherweise verlassen zwei Züge das Werksgelände gegen Mittag und kehren nachmittags zwischen 4 und 5 Uhr von der Plantage zurück. Eine dritte Maschine hilft beim Verwiegen und Rangieren der Züge im Werk. Auch der kapspurige Anschluss zur Staatsbahn PTKA war noch in Betrieb.
Diejenigen Teile der Plantage, die für den Anbau von Palmöl umgewandelt wurden, wurden von Anfang an nur mit Lastkraftwagen bedient.

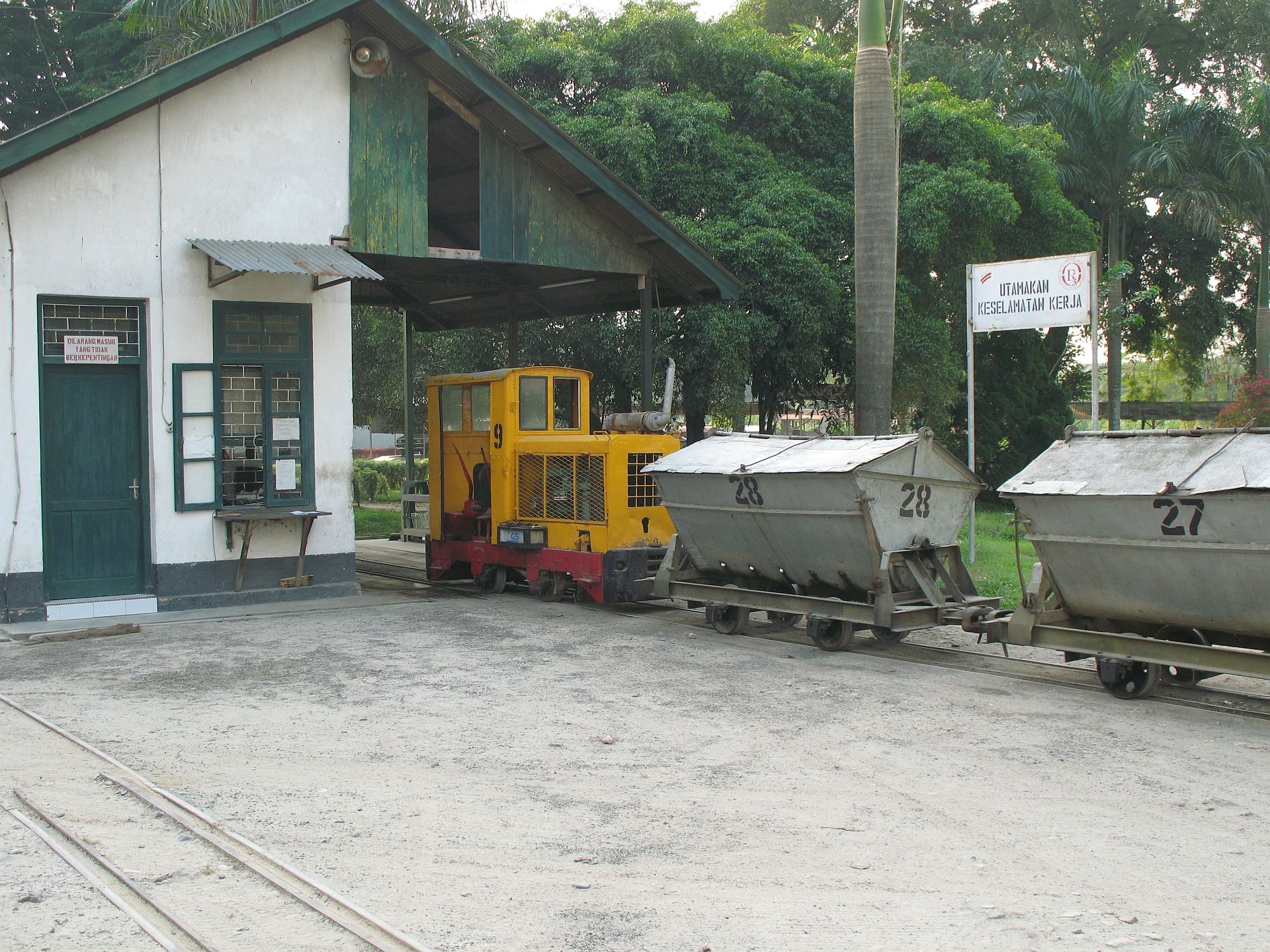
Ruston D 9
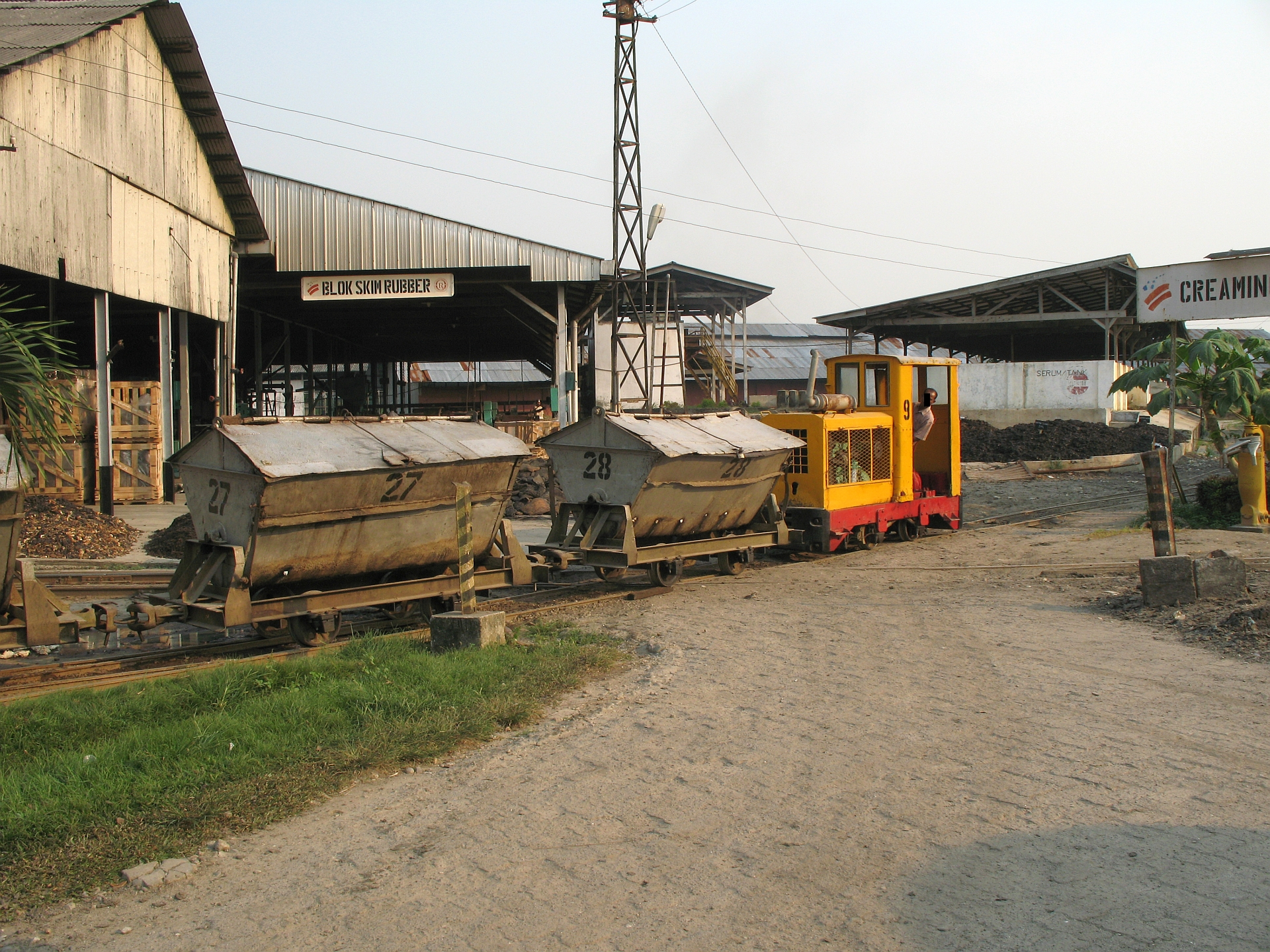
Ruston D 9
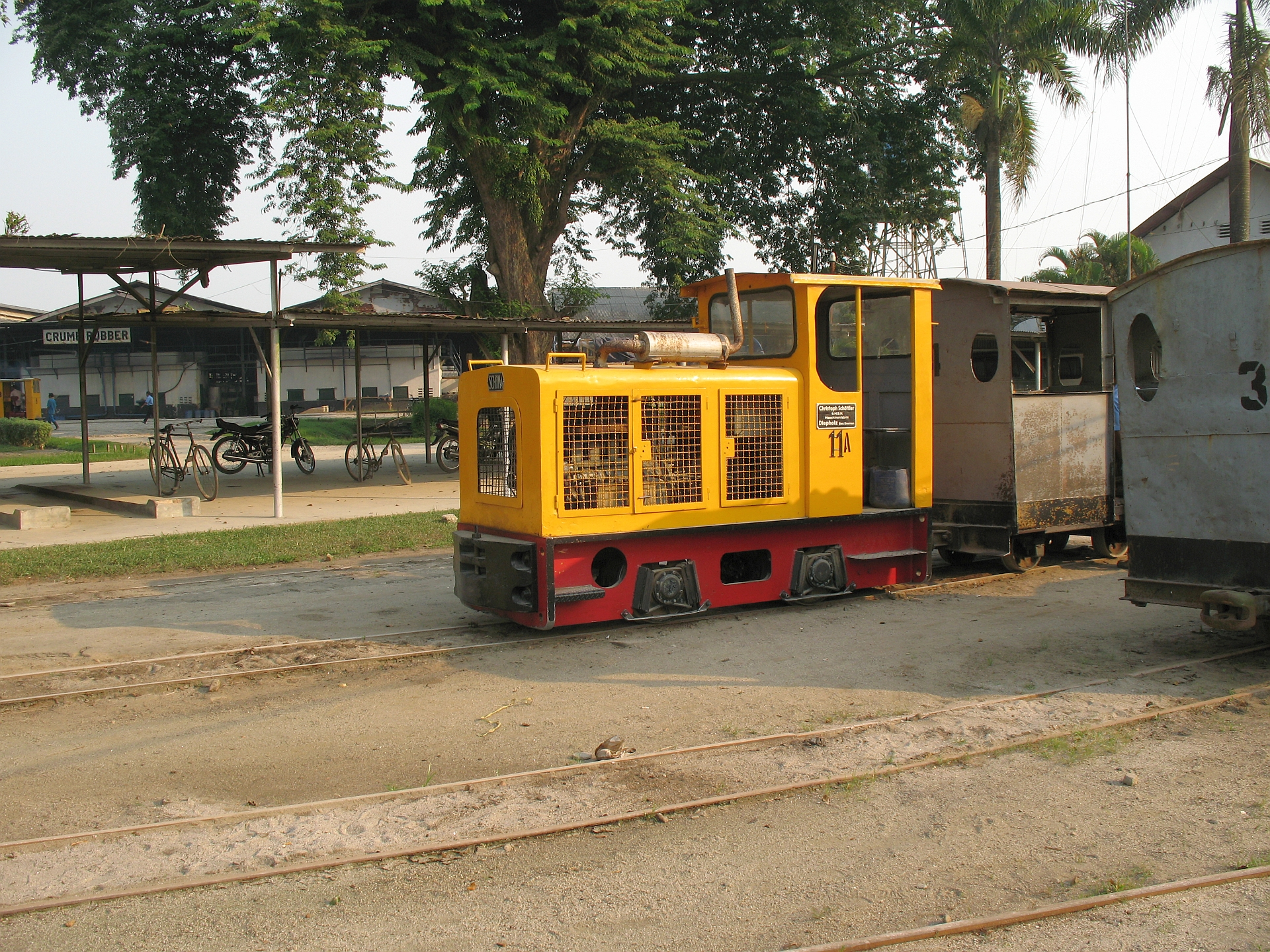
Schöma D 11 A
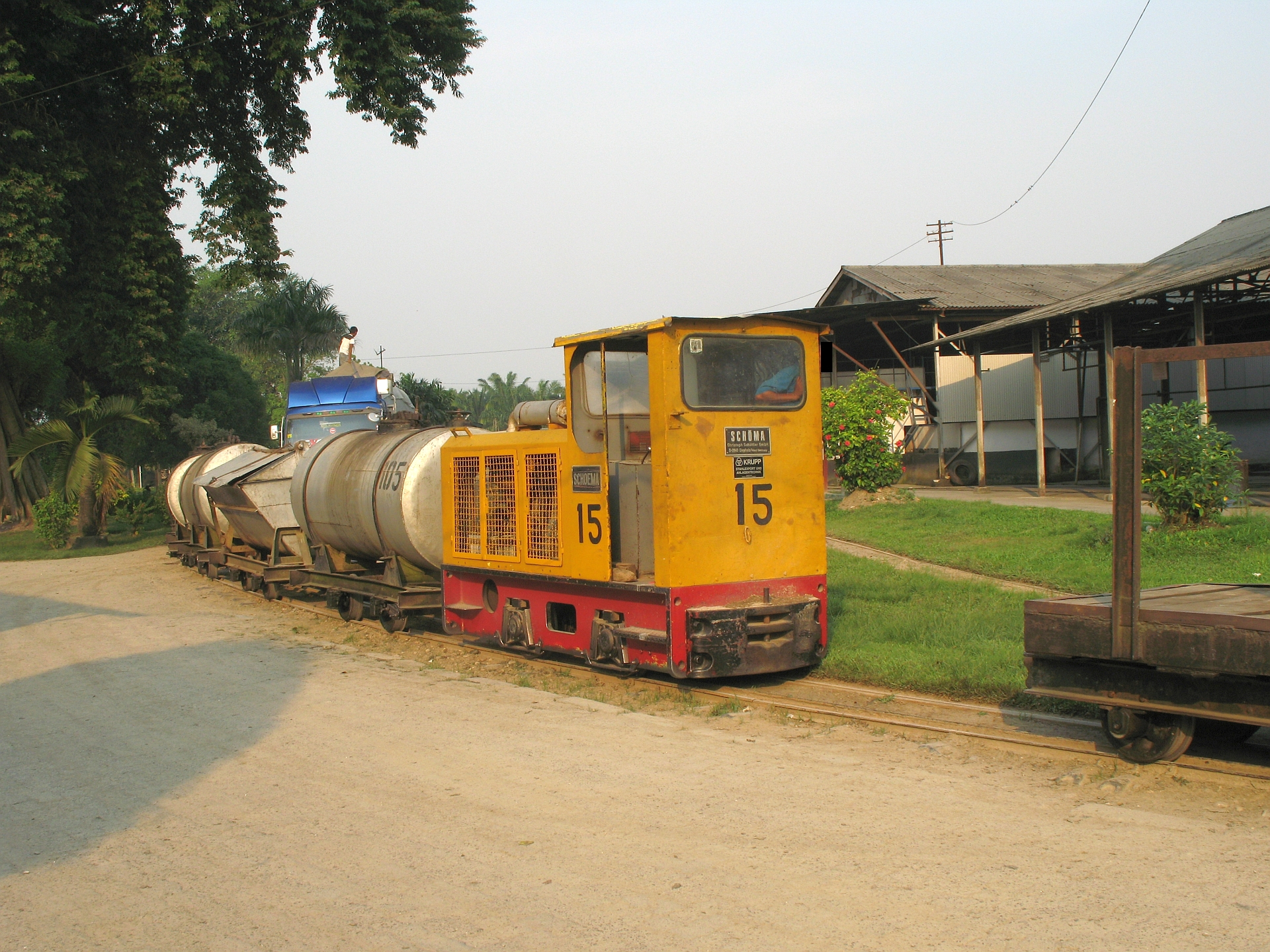
Schöma D 15
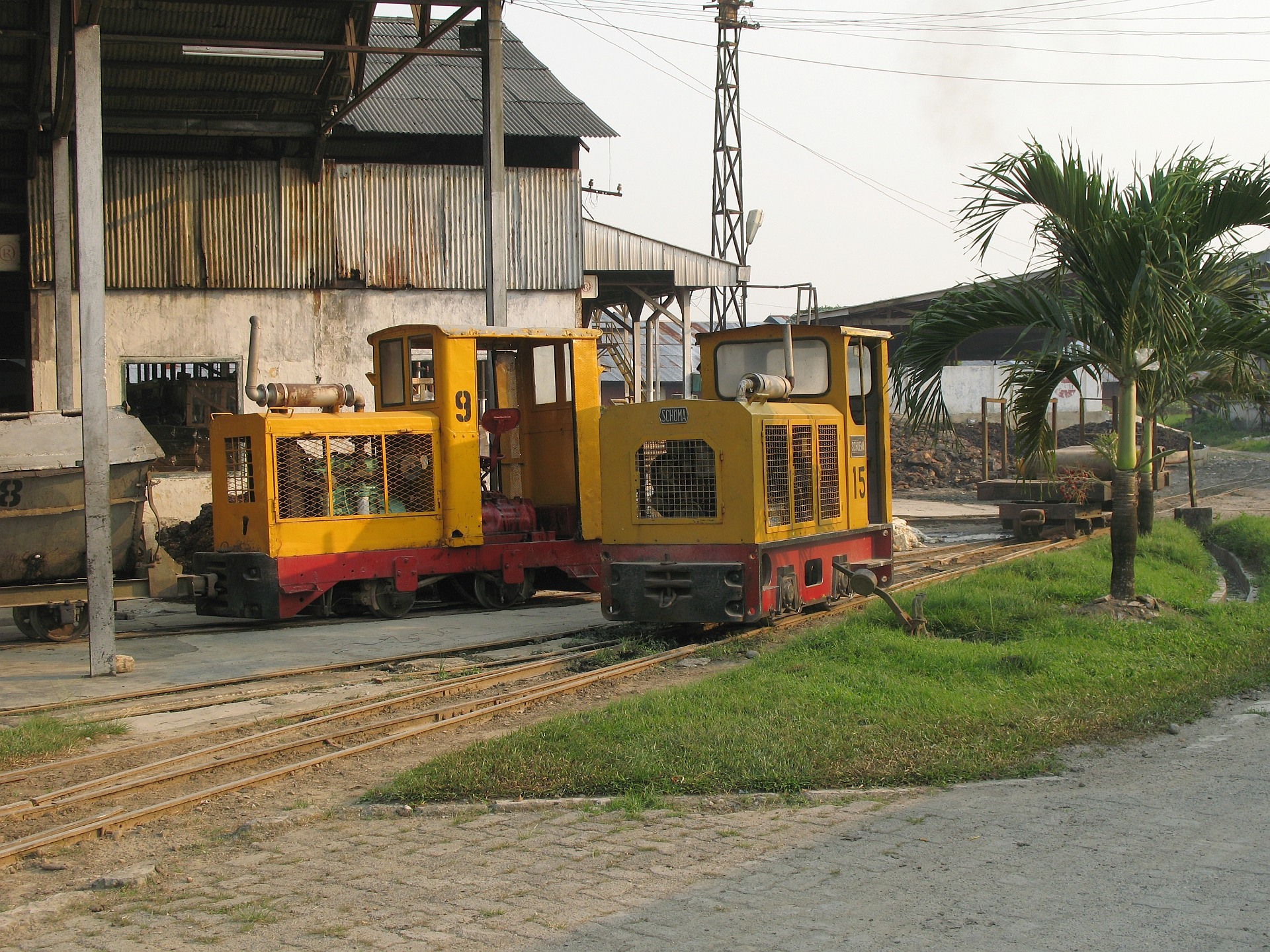
D 9 und D 15

## Fahrzeuge
Frühe bekannte Lieferungen an diesen Standort waren eine dreifach gekuppelte Tenderlokomotive der Vulcan Iron Works (VIW) (Fabriknummer 2661 / Baujahr 1917), zwei ebenfalls dreifach gekuppelte Tenderlokomotiven von Davenport (1816 / 1920 and 1817 / 1920), geliefert an die United States Rubber Plantation Inc, Sumatra in 610 mm Spurweite, sowie zwei dreifach gekuppelte Tenderlokomotiven von Orenstein & Koppel (11894 / 1929 und 11765 / 1928) – abermals in 610 mm Spurweite (laut Lieferliste) – und die bis heute als Denkmal erhaltene dreifach gekuppelte Orenstein & Koppel (7067 / 1920 / 40 PS). Diese ging in 600 mm Spurweite an die Cultuur Mij, Indragini Uniroyal Kisaran.
Sichtungen Juli 2008
| Name   | Achsfolge      | Hersteller und Typ (Fabriknummer / Baujahr) | Bemerkung     | Foto |
| ------ | -------------- | ------------------------------------------- | ------------- | ---- |
| 17     | Cn2t           | Orenstein & Koppel 40 PS (7067 / 1919)      | Denkmal       |      |
| D 7    | B-dm           | Ruston 48DL (349498 / 1954)                 | abgestellt    |      |
| D 9    | B-dm           | Ruston 48DL (425331 / 1954)                 | im Einsatz    |      |
| D 10   | B-dm           | Ruston 48DL (441569 / 1954)                 | abgestellt    |      |
| D 11 A | B-dh           | Schöma CFL45B (4872 / 1986)                 | im Einsatz    |      |
| D 12   | B-dh           | Diema DFL60-1.2 (4140 / 1978)               | betriebsfähig |      |
| D 14   | B-dh           | Schöma CFL45B (4438 / 1980)                 | Untersuchung  |      |
| D 15   | B-dh           | Schöma CFL45B (4713 / 1983)                 | im Einsatz    | \|   |
| D 16   | B-dh (1067 mm) | Schöma CFL60DCL (4950 / 1987)               | im Einsatz    |      |

Die Verdieselung begann bereits in den frühen 1950er Jahren mit etwa zehn Maschinen der englischen Ruston Hornsby. Diese Lokomotiven wurden um 2006 verschrottet. Eine zweite Charge an Lieferungen wurde von den deutschen Lieferanten Schöma und Diema bereitgestellt. Eine dieser Maschinen war in Kapspur (1067 mm) ausgeführt, um den Anschluss an die Staatsbahn PT Kereta Api Indonesia (Persero) an deren Strecke von Tebing Tinggi nach Kisaran zu bedienen. Diese Kapspurstrecke verlässt das Firmengelände in nordwestlicher Richtung. Die Feldbahn mit 600 Millimeter Spurweite führt von der südöstlichen Ecke aus dem Werksgelände heraus zur Plantage und wendet sich nach Süden, wo sie in etwa einem Kilometer Entfernung die Staatsbahnstrecke überquert.